# Franz von Teichgräber
Franz von Teichgräber (15. září 1866 Veszprém – 10. května 1941 Vídeň) byl rakousko-uherský admirál. Jako absolvent námořní akademie sloužil u c. k. námořnictva od roku 1885, vynikl především jako odborník na zavádění torpéd. Absolvoval několik zaoceánských cest a působil také v námořní administraci na ministerstvu války. Za první světové války se jako velitel bitevních lodí podílel na operacích v Jaderském moři a v roce 1917 byl povýšen na kontradmirála. Nakonec od března 1918 zastával funkci zástupce vrchního velitele námořnictva. V roce 1918 byl povýšen do šlechtického stavu a na konci války byl penzionován v hodnosti viceadmirála.

## Životopis

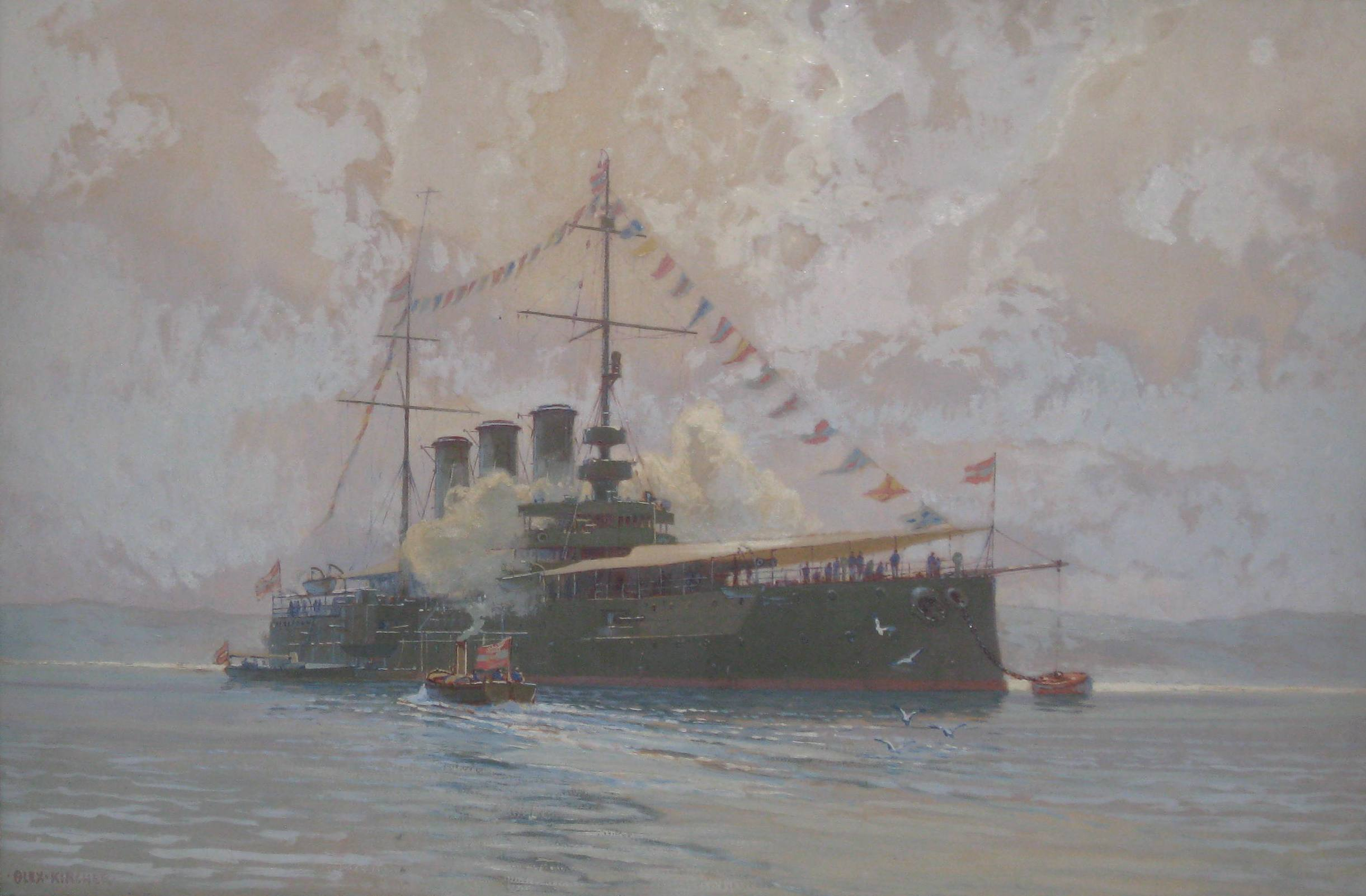
SMS Erzherzog Karl, vlajková loď kapitána Teichgräbera 1913–1917

Narodil se v Uhrách jako syn poštovního inspektora Heinricha Teichgräbera (1823-1889). Studoval na gymnáziu v Šumperku a další vzdělání získal na C. k. námořní akademii v Rijece (1881–1885). K námořnictvu vstoupil jako kadet v roce 1885 a hned v prvním roce služby absolvoval zaoceánskou plavbu na korvetě SMS Donau (1885–1886) pod velením kapitána Pogatschnigga. Cesta vedla k břehům jižní Ameriky přes Karibik do New Yorku a přes Atlantik zpět do Evropy. Poté vystřídal službu na různých lodích, v roce 1889 získal hodnost praporčíka a na cvičné lodi SMS Alpha absolvoval kurz pro obsluhu torpéd.
Postupoval v hodnostech (poručík II. třídy 1889, poručík I. třídy 1895) a jako odborník na torpéda opakovaně sloužil na různých torpédových člunech. Kromě toho byl instruktorem na cvičné lodi SMS Novara (1894–1896) a v letech 1896-1897 si doplnil vzdělání na Vídeňské univerzitě v oborech matematiky, astronomie a meteorologie. V letech 1897–1900 působil jako pedagog na C. k. námořní akademii. V letech 1900–1901 byl navigačním důstojníkem na křižníku SMS Kaiserin Elisabeth, který v té době pobýval v Číně v rámci mezinárodního zákroku proti boxerskému povstání. Do Evropy se vrátil jako první důstojník na křižníku SMS Tiger (1901–1902). Krátce působil u Námořního technického výboru a v letech 1903–1905 vedl výcvik kadetů na školní lodi SMS Custozza.

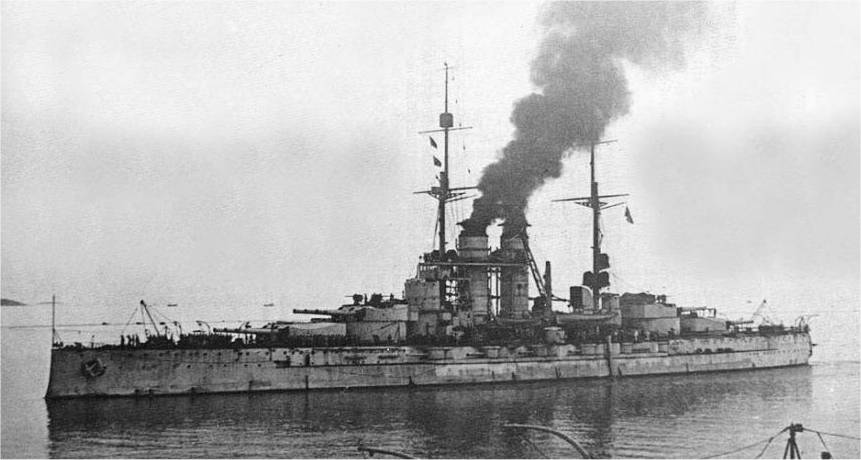
SMS Szent István, vlajková loď kapitána Teichgräbera v roce 1917

Po roce 1905 byl prvním důstojníkem na lodích SMS Árpád, SMS Szigetvár a SMS Kaiserin Elisabeth a k datu 1. listopadu 1907 byl povýšen na korvetního kapitána. Následně byl velitelem torpédových lodí SMS Meteor a SMS Blitz, s níž kotvil v Šibeniku (1909–1910). V hodnosti fregatního kapitána (1. listopadu 1910) byl zástupcem ředitele prezidiální kanceláře námořní sekce na ministerstvu války (1911–1912). Na jaře 1912 jako velitel admirálské jachty SMS Lacroma doprovázel následníka trůnu Františka Ferdinanda na inspekční cestě podél Jadranského pobřeží. Následně byl velitelem křižníku SMS Aspern a bitevní lodi SMS Babenberg (1912–1913).
V letech 1913–1914 byl přednostou technického odboru v námořní sekci na ministerstvu války a k datu 1. listopadu 1913 získal hodnost kapitána řadové lodi. Na začátku první světové války byl jmenován velitelem bitevní lodi SMS Erzherzog Karl jako vlajkové lodi eskadry. S touto lodí se na jaře 1915 podílel na bombardování Ancony. V březnu 1917 převzal velení bitevní lodi SMS Szent István a k datu 1. listopadu 1917 byl povýšen do hodnosti kontradmirála. Mezitím se vrátil do Vídně na ministerstvo války, kde opět převzal technický odbor. Nakonec byl od března 1918 zástupcem šéfa námořní sekce a tedy i zástupcem vrchního velitele námořnictva. Na konci první světové války byl penzionován v hodnosti viceadmirála (1. listopadu 1918).
Po odchodu do výslužby žil v soukromí ve Vídni, kde zemřel 10. května 1941 ve věku 74 let, pochován byl na hřbitově ve vídeňské čtvrti Döbling.

## Tituly a ocenění
Během služby u námořnictva se stal nositelem několika vyznamenání v Rakousku-Uhersku i v zahraničí. Krátce před zánikem monarchie byl povýšen do šlechtického stavu s predikátem Edler von Teichgräber. O udělení šlechtického titulu rozhodl osobně císař Karel I. 5. února 1918, příslušný diplom vydalo ministerstvo vnitra 1. března 1918.

### Rakousko-Uhersko
- Jubilejní pamětní medaile (1898)
- Válečná medaile (1900)
- Vojenská záslužná medaile (1904)
- Vojenský jubilejní kříž (1908)
- Vojenský záslužný kříž (1910)
- Služební odznak pro důstojníky III. třídy (1910)
- Mobilizační kříž (1913)
- Řád železné koruny III. třídy (1914)
- Karlův vojenský kříž (1917)
- rytířský kříž Leopoldova řádu s válečnou dekorací (1918)

### Zahraničí
- Řád Medžidie III. třídy (1906, Osmanská říše)